# フィリピン大学
フィリピン大学（英語: University of the Philippines）は、フィリピンマニラ首都圏ケソン市に本部を置くフィリピンの国立大学。1908年創立、1908年大学設置。大学の略称はU.P.。

## 概説
フィリピン大学（タガログ語: Unibersidad ng Pilipinas、英語: University of the Philippines 略称: U.P.）とは1908年に設立されたフィリピン共和国を代表する国立大学である。フィリピン大学は　学生数53,000名、教職員数4,000名（いずれも2007年4月現在）を有するフィリピンにおける最高ランクの大学であり、法学、医学、政治学、社会科学、公衆衛生、自然科学、農学、人文科学の高等教育を提供している。
国内各地に10のキャンパス及び1つのオープンユニヴァーシティがある。

## キャンパス
- フィリピン大学バギオ校（英語版）
- フィリピン大学ディリマン校
- フィリピン大学マニラ校（英語版）
- フィリピン大学ビサヤ校（英語版）
  - フィリピン大学ビサヤ・タクロバン校
- フィリピン大学ミンダナオ校（英語版）
- フィリピン大学ロスバニョス校（英語版）
- フィリピン大学オープンユニヴァーシティ（英語版）
- フィリピン大学セブ校（英語版）

## 著名な卒業生
- ホセ・ラウレル（第3代フィリピン共和国大統領）
- マニュエル・ロハス（第5代フィリピン共和国大統領）
- エルピディオ・キリノ（第6代フィリピン共和国大統領）
- ディオスダド・マカパガル（第9代フィリピン共和国大統領）
- フェルディナンド・マルコス（第10代フィリピン共和国大統領）
- グロリア・アロヨ（第14代フィリピン共和国大統領）
- パーフェクト・ヤサイ・ジュニア（弁護士、政治家）
- ジェジョマール・ビナイ（弁護士、政治家）
- レニー・ロブレド（弁護士、政治家）
- ロレンソ・スムロン（政治家）
- グレース・ポー（政治家）
- ヴォルテル・ガズミン（政治家）
- フェルナンド・アモルソロ（画家）
- 山下美知子（言語学者）
- 屋良朝博（ジャーナリスト、衆議院議員）
- 米野みちよ（音楽学者）